# Shelby, Ohio
Shelby är en stad (city) i Richland County i Ohio. Vid 2020 års folkräkning hade Shelby 9 282 invånare.